# Осиповка (Ішимбайський район)
О́сиповка (рос. Осиповка, башк. Осиповка) — присілок у складі Ішимбайського району Башкортостану, Росія. Входить до складу Скворчихинської сільської ради.
Населення — 21 особа (2010; 20 в 2002).
Національний склад:
- росіяни — 90%